# Charles Patrick Green
Charles Patrick Green (Pietermaritzburg, 30 marzo 1914 – Owen Sound, 10 aprile 1999) è stato un bobbista britannico.

## Biografia
Nato in Sudafrica, ai IV Giochi olimpici invernali (edizione disputatasi nel 1936 a Garmisch-Partenkirchen, Germania) vinse la medaglia di bronzo nel Bob a 4  con i connazionali James Cardno, Guy Dugdale e Frederick McEvoy partecipando per l'Inghilterra, le altre posizioni furono occupate dalle due nazionali svizzere.
Il tempo totalizzato fu di 5:23,41 poco più di un secondo rispetto ai britannici con 5:22,73 (mentre l'altra nazionale svizzera percorse il tragitto in 5:19,85).
Ai campionati mondiali vinse 2 medaglie d'oro e due d'argento:
- 1937, oro nel bob a quattro con David Looker, Frederick McEvoy e Byran Black
- 1938, oro nel bob a quattro con David Looker, Frederick McEvoy e Chris MacKintosh; argento nel bob a due con McEvoy
- 1939, argento nel bob a quattro con Frederick McEvoy, Peter Howard e John Galt Critchley.